# Golčaj
Golčaj – wieś w Słowenii, w gminie Lukovica. W 2018 roku pozostawała niezamieszkana.